# Славин Славчев
Славин Славчев е български певец и текстописец, който е победител в третия сезон на „Екс Фактор“ през 2015 г. Също така е вокалист и бас китарист на групата Julian's Laughter, както и беквокалист на „Интелиджънт Мюзик Проджект“.

## Биография
Славчев е роден на 7 март 1991 г. в град Провадия. От дете е обграден с много музика. Баща му, който е китарист и меломан, го запалва по легендарни групи като „Дийп Пърпъл“, „Ей Си/Ди Си“, „Тото“. Като тийнейджър Славин се увлича по екстремни спортове като паркур и ски, а на 15-годишна възраст сформира първата си група като басист и вокалист.
През 2014 г. се явява на кастинг в третия сезон на музикалното риалити „Екс Фактор“, който се превръща във фаворит на публиката. Изпълненията му правят впечатление на рок легендата Джо Лин Търнър, който излиза на една сцена с него по време на финала. Славчев е победител в третия сезон на шоуто през 2015 г.
През 2017 г. заедно с Милослав Петров, Тихомир Василев и Николай Николов основават алтернативната рок група Julian’s Laughter.
През 2018 г. печели 6-тия сезон на "Като две капки вода"
През 2022 г. озвучава едноименния герой в дублажа на филма „Крокодилът Лайл“, озвучен в оригинал от Шон Мендес.